# Art Thibert

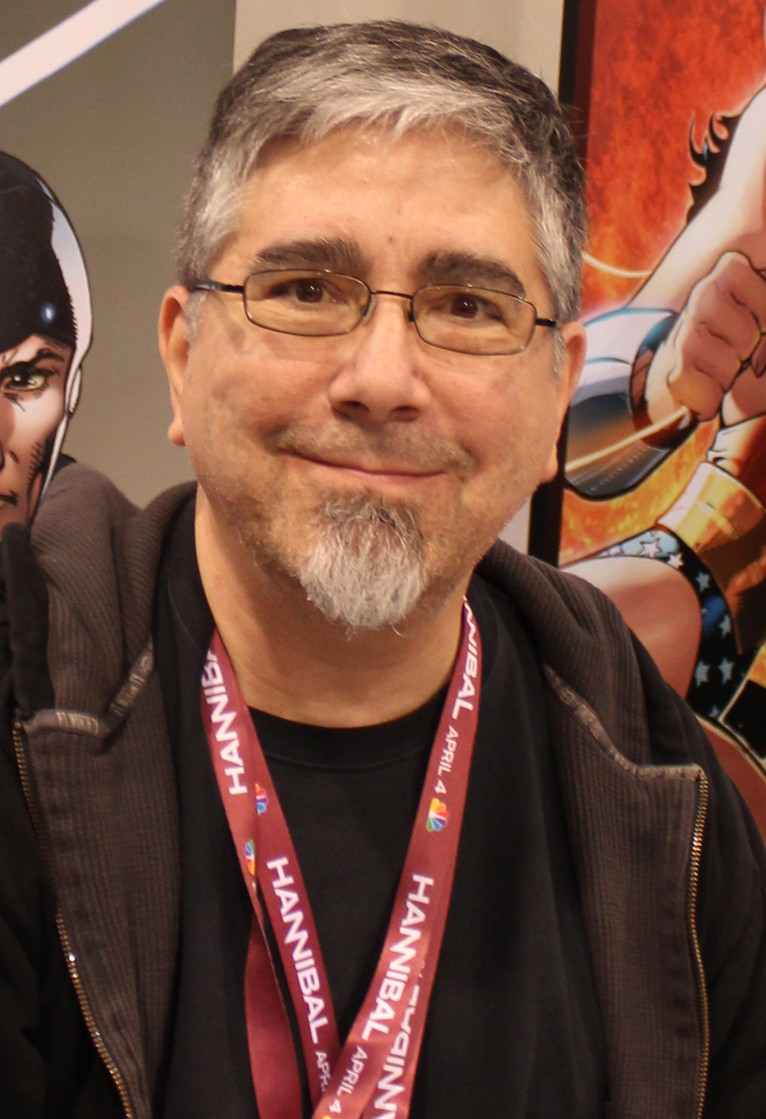
Art Thibert (2013)

Arthur „Art“ Thibert ist ein US-amerikanischer Comiczeichner.

## Leben und Arbeit
Thibert, der sowohl als Bleistift- als auch als Tuschezeichner arbeitet, hat in der Vergangenheit vor allem für die führenden US-amerikanischen Comicverlage, DC-Comics und Marvel Comics gearbeitet.
Für DC gestaltete er einige Jahre lang diverse Superman-Serien, unter anderem im Tandem mit dem Zeichner Dan Jurgens. Später folgten Arbeiten an Serien wie Time Masters, The Flash, The Outsiders und Armageddon 2001. Für Marvel Comics zeichnete Thibert vor allem verschiedene Serien des X-Men-Labels in den 1990er Jahren.
1989 gründete Thibert das Hack Shack Studios (HSS), eine der ersten US-amerikanischen Firmen, die sich darauf spezialisiert hat im Auftrag von Comicverlagen, Werbeagenturen und Zeitschriften, Zeichnungen tuschemäßig zu überarbeiten.
Darüber hinaus hat Thibert verschiedene Comicreihen geschaffen, die er zwar von kommerziellen Verlagen publizieren lässt, für die er die Urheberrechte jedoch sich selbst vorbehalten hat, so etwa: Chrono Mechanics, HIT und die Nightmare Files.
Abseits der Comicbranche hat Thibert als Künstler für Filmstudios und Hersteller von Videospielen gearbeitet.

## Preise
Für seine Arbeit als Tuschezeichner wurde Thibert im Laufe der Jahre mit diversen Preisen wie dem Eisner Award, dem Harvey Award und dem Wizard Award ausgezeichnet.
| Personendaten    | Personendaten                        |
| ---------------- | ------------------------------------ |
| NAME             | Thibert, Art                         |
| ALTERNATIVNAMEN  | Thibert, Arthur (vollständiger Name) |
| KURZBESCHREIBUNG | US-amerikanischer Comiczeichner      |
| GEBURTSDATUM     | 20. Jahrhundert                      |